# Riópar
Riópar község Spanyolországban, Albacete tartományban. Lakosainak száma 1353 fő (2024).

## Földrajza
Riópar Villaverde de Guadalimar, Alcaraz, Bogarra, Molinicos, Yeste, Vianos, Cotillas és Siles községekkel határos.

## Népesség
A település lakosságának változását az alábbi diagram mutatja:
| Lakosok száma | 1509 | 1495 | 1463 | 1507 | 1481 | 1477 | 1410 | 1332 | 1326 | 1353 |
|               | 2001 | 2004 | 2006 | 2009 | 2011 | 2014 | 2016 | 2019 | 2021 | 2024 |